# 臺灣人在滿洲國
《臺灣人在滿洲國》是臺灣長天傳播於2013年2月26日至3月2日推出的歷史紀錄片，製作人是丁雯靜與唐一寧，導演是明洙，共五集，發掘回顧臺灣日治時期臺灣人懷著夢想勇闖天涯的血淚、國族認同的掙扎、及一段段被迫與家人離散的命運。
2013年1月5日，府中15新北市紀錄片放映院舉辦本片試映會。2013年2月26日至3月2日20點整，中天新聞台首播本片國語版。2013年2月27日至3月3日16點整，中天新聞台首播本片臺語版。吳念真擔任中天新聞台版廣告代言人。首版DVD-Video版由沙鷗國際多媒體發行，一套5片。2013年10月25日，本片入圍第48屆金鐘獎教育文化節目獎。

## 歷史背景
這段未被國民黨政府重視、現在也僅在臺灣教科書中被一筆帶過的歷史紀錄，描述日治時期臺灣人「過滿洲」的故事。當年曾前往滿洲國工作生活的臺灣人包括：滿洲國首任外交總長謝介石、作曲家楊三郎、作家鍾理和與其妻鍾台妹、第一位參加奧林匹克運動會的臺灣人張星賢、第一位女性中華民國總統蔡英文之父蔡潔生。
其他曾有滿洲國經歷的臺灣人或其親屬，包括：臺灣總督府評議會評議員許丙、翻譯家塗南山、前台灣獨立建國聯盟秘書長王康陸之父王永宗等。